# Kople (jezioro na Pojezierzu Drawskim)
Kople (niem. Gr. Musterfiet See) – niewielkie jezioro rynnowe w Polsce, położone w województwie zachodniopomorskim, w powiecie szczecineckim, w gminie Szczecinek.
Akwen leży na Pojezierzu Drawskim, około 500 metrów na południe od osady Trzebujewo, 1500 metrów na wschód od jeziora Trzebiechowo i 300 metrów na północ od jeziora Martwego.